# シー・エー・エル
株式会社シー・エー・エル（英: CREATIVE ASSOCIATES LTD.）は、日本のテレビ番組制作プロダクション。時代劇を中心としたテレビドラマなどを制作している。
社名のシー・エー・エル（C.A.L）は「Creative Associates Limited」の略。『水戸黄門』や『大岡越前』などを制作した。

## 概要
1966年8月25日に、大手広告代理店・電通のラジオテレビ局長だった梅垣哲郎が中心となって設立した。初代の社長には東宝の監督だった青柳信雄、重役に黒澤明の映画のシナリオを担当した橋本忍、菊島隆三、小国英雄、井手雅人といった映画界の大御所を迎えた他、企画の原田庸之輔ら電通の出身者も多く参加した。
時代劇制作を得意としてきたが、近年は2時間ドラマも制作しており、映画にも進出している。
タレントを起用したロケーションものの情報バラエティ番組も手がけ、BSデジタルやローカル局向けに年間10数本制作している。

## 歴代社長
- 1966年8月 -  1970年：青柳信雄
- 1971年 - 浅野英雄[2]
- 1996年9月 - 2006年6月：加地隆雄
- 2006年6月 - 2011年6月：中尾幸男
- 2011年6月 - 2015年3月：山崎純
- 2015年3月 - ：白石統一郎

## 製作・制作作品

### テレビドラマ
- 剣（日本テレビ）
- お庭番（日本テレビ）
- 意地悪ばあさん（よみうりテレビ）
- 水戸黄門（TBS）
- 大岡越前（TBS）
- おさな妻（東京12チャンネル）
- 涙の河をふり返れ～艶歌より（よみうりテレビ）
- 浮世絵 女ねずみ小僧（フジテレビ）
- 市川崑劇場・木枯し紋次郎（フジテレビ）
- 真夜中の警視（関西テレビ）
- 走れ!ケー100（TBS）
- 市川崑シリーズ・追跡（関西テレビ）
- 木曽街道いそぎ旅（フジテレビ）
- 戦国ロック はぐれ牙（フジテレビ）
- 八州犯科帳（フジテレビ）
- 江戸を斬る（TBS）
- ゼロの焦点（日本テレビ）
- 裁きの夏（日本テレビ）
- ご存知!女ねずみ小僧（フジテレビ）※企画・原作のみ
- 新 木枯し紋次郎（東京12チャンネル）
- 疾風同心（東京12チャンネル）
- 八丁堀暴れ軍団（東京12チャンネル）
- 翔んでる!平賀源内（TBS）
- 女無宿人 半身のお紺（テレビ東京）
- 南町奉行事件帖 怒れ!求馬シリーズ（TBS）
- 大江戸を駈ける!（TBS）
- 検事霧島三郎（日本テレビ版）（日本テレビ）
- 松本清張ドラマスペシャル・眼の気流（テレビ東京）
- 京極夏彦「怪」（WOWOW）
- 逃亡者 おりん（テレビ東京）
- ナースマン（日本テレビ）
- しおり伝説〜スター誕生〜（中部日本放送）
- 逃亡（NHK）
- 芸者小春姐さん奮闘記（テレビ東京）
- お江戸吉原事件帖（テレビ東京）
- 密命 寒月霞斬り（テレビ東京）
- さすらい署長 風間昭平（テレビ東京）
- short cut（WOWOW）
- パーフェクト・ブルー（TBS）
- 大岡越前 → 大岡越前2 → 大岡越前3 → 大岡越前スペシャル（NHK BSプレミアム）
- ぼんくら（NHK総合テレビ）
- 水戸黄門（BS-TBS）
- やじ×きた 元祖・東海道中膝栗毛（BSテレ東）
- あゝ人生に水戸黄門あり（2024年8月11日19:00 - 20:54、BS-TBS）放送55周年を記念した特別番組
- 119エマージェンシーコール（フジテレビ）※制作協力

### 映画
- ふみ子の海（2007年）
- 奇跡の海（2008年）

### 情報番組
- i-style（BS-i（現・BS-TBS））
- 奇跡の地球物語〜近未来創造サイエンス（テレビ朝日）
- 水戸黄門〜伝統工芸漫遊記〜（BS-TBS）

### CM
- テレビドガッチ「アニメ水戸黄門 インローくん」（TVer）